# 다비디우브리드 전투
다비디우브리드 전투(우크라이나어: Бої за Давидів Брід)는 러시아의 우크라이나 침공 도중 우크라이나군의 반격 작전이었다. 우크라이나군은 러시아가 점령한 헤르손주 일부를 탈환하고 러시아의 자원을 끊으려고 시도했다. 반격은 2022년 5월 27일에 시작되었으며 처음에 우크라이나군이 탈환한 다비디우브리드 마을 근처에서 전투가 발생하였다. 그러나 러시아군의 재반격으로 인해 우크라이나군은 2022년 6월 16일 인훌레츠강 너머로 밀려났지만, 우크라이나군은 로조바야 근처의 교두보는 지켜냈다. 2개월 반 후 우크라니아의 남부 역공세에서 10월 4일 다비디우브리드는 우크라이나군에 의해 포위되었다고 보고되었다.

## 배경
2022년 2월 24일, 러시아는 2014년에 시작된 러시아-우크라이나 전쟁이 급격히 확대되면서 우크라이나를 침공했다. 이 침공으로 인해 제2차 세계 대전 이후 유럽에서 가장 빠르게 증가하는 난민 위기가 발생했으며 650만 명 이상의 우크라이나인이 국가를 떠나고 인구의 3분의 1이 난민이 되었다. 2월 24일부터 3월 1일까지 러시아군은 헤르손주 대부분을 점령했다.
3월 2일, 러시아군은 침공 도중 처음으로 점령한 우크라이나의 주요 도시 중 하나인 헤르손을 점령했다. 3월에도 러시아군은 미콜라이우주로 계속 진격했지만 4월 초에 격퇴당했다. 미콜라이우와 보즈네센스크에서의 전투에서 우크라이나군이 승리한 이후, 헤르손-미콜라이우 전선은 정체되기 시작했다.

## 전투
5월 27일 오후, 우크라이나는 헤르손주 근처의 다비디우브리드에서 반격을 시작했다. 제5전차여단은 미국산 M777 곡사포의 지원을 받아 5월 27~28일 밤 헤르손에서 북동쪽으로 50마일 떨어진 다비디우브리드 근처의 인훌레츠강을 넘었다. 러시아군은 다비디우브리드에서 남서쪽으로 몇 마일 떨어진 세 개의 마을로 후퇴했다. 다음날의 새로운 보고서에 따르면 우크라이나군은 제한된 반격을 성공적으로 수행하여 러시아군이 방어에 나서기 시작했다. 이러한 우크라이나 반격은 아마 남부 축을 따라 강력한 방어 진지를 구축하려는 러시아의 노력과 점령된 남부 우크라이나에 대한 행정적 통제를 강화하려는 러시아의 시도를 더욱 늦추기 위한 것이었을 것이다.
5월 31일 위성 사진에 따르면 지난 며칠 동안 러시아군은 다비디우브리드에서 철수해 주변 마을과 장소에 진지를 구축했다. 당시에는 우크라이나군이 마을에 진입했는지, 아니면 안드리이우카, 혹은 빌로히르카의 근처에 주둔했는지는 확실하지 않았다. 그러나 5월 31일 저녁 러시아군과 우크라이나군 사이의 전투가 격화되었다. 5월 31일에서 6월 1일 사이 밤, 우크라이나 소식통은 우크라이나군이 다비디우브리드를 점령했다고 발표했다.
다비디우브리드를 두고 우크라이나군과 러시아군 사이에 치열한 전투가 6월 상반기까지 계속되었으며 어느 쪽도 완전한 통제권을 가질 수 없었으며, 포병을 통한 공격은 양측 모두에게서 흔한 일이 되었다. 다비디우브리드에 대한 우크라이나의 반격은 친우크라이나 활동가들의 일련의 당파적 행동으로 이어졌고, 이는 헤르손 지역에서 러시아 연방보안국(FSB)의 강화된 통제로 이어졌다. 6월 6일, 러시아 소식통은 다비디우브리드의 우크라이나 교두보가 파괴되었고 우크라이나군이 인훌레츠강 너머로 밀려났다고 발표했는데, 이는 2주 후 전쟁연구소(ISW)에 의해 확인되었으며 러시아군이 강의 동쪽 기슭을 탈환했음을 확인했다.
6월 13일에도 우크라이나군은 다비디우브리드 근처에서 러시아군과 격렬한 전투를 벌이고 있는 것으로 보고되었다. 우크라이나의 장군들은 자신들의 군대가 점차적으로 러시아군을 후퇴시켰고 두 번째와 세 번째 방어선을 방어하고 있다고 주장했다. 강 위에서 포병을 통한 전투는 6월 17일부터 21일까지 계속되었으며, 전쟁연구소는 러시아군이 6월 17일 이전에 우크라이나군을 밀어냈다고 보고했다. 그러나 7월 5일 전쟁연구소는 정확한 경계가 불분명함에도 불구하고 다시 우크라이나군이 해당 지역의 일부 영토를 계속 통제하고 있다고 보고했다. 7월 27일, 러시아군은 다비디우브리드 남서쪽의 우크라이나 교두보에 대한 공격을 시도했다.

## 여파
8월 말부터 우크라이나는 헤르손주에서 반격하면서 다시 다비디우브리드를 향해 진군했으며, 10월 2일부터 3일까지 우크라이나군이 마을을 공격했으나 두 번이나 격퇴되었다. 그러나 10월 4일 러시아군은 철수했고 마을은 우크라이나군에 의해 점령되었다.

## 같이 보기
- 2022년 초르노바이우카 공격